# Кирилково (Костромская область)
Кирилково — упразднённая деревня в Сусанинском районе Костромской области. Входила в состав Андреевского сельского поселения. Упразднена в 2024 году.

## География
Находится в западной части Костромской области на расстоянии приблизительно 21 км на запад-северо-запад по прямой от районного центра поселка Сусанино.

## История
В 1872 году здесь было учтено 9 дворов, в 1907 году здесь отмечено было 14 дворов.

## Население
| 2008 | 2010 | 2014 |
| ---- | ---- | ---- |
| 0    | →0   | →0   |

Постоянное население составляло 47 человек (1872 год), 47 (1897), 72 (1907), 0 как в 2002 году, так и в 2022.